# 教案 (宗教)
教案，指基督教（天主教、新教、东正教）教会在中国、日本、朝鮮半島境内发生的冲突事件，据中国官方统计，“从1840年至1900年，中国各地共发生『教案』400余起。”。

## 原因
教案頻發的原因主要有以下幾個：
1840年清廷第一次鸦片战争战败，1844年中法黄埔条约中，首次条约允许法国“在通商港口建立天主教教堂和坟地，清政府有保护教堂的义务”；实际教会亦进入内地宣教。1844年洪秀全更以基督教为蓝本，派遣馮雲山到廣西桂平縣紫荊山山區創立拜上帝教，并演变为政教合一的太平天國。
1856年清廷第二次鸦片战争战败，1860年天津条约中，条约规定“交还以前没收的天主教堂，法国宣教士在内地任意各省租买土地，建筑教堂”。
在一系列条约中，教会逐步取得治外法权，最初目的为保护西方宣教士人身安全，但教会将用途扩大，受治外法权保护的宣教士在地方冲突中保護中國基督徒，中國基督徒亦籍此获得特权。

### 治外法權
19世紀末，西方宣教士被准許在中國宣教和建立教會。由於西人很难接受中国旧式的监狱管理、卫生條件、拷打酷刑，以及凌迟處死等野蛮残酷的刑罚（当时就有宣教士如文乃尔被地方官判凌迟处死），因此西方的领事被授予处理所有与本国公民有关的民事和刑事案件的权利，即领事裁判权。在治外法權之下，教會的西方宣教士便不受清政府管轄，导致官员感觉到“官权”受损。此外，当时的中國基督徒往往受到清朝各級官員的嫉恨，如易貞美等人因拒绝缴纳建醮迎神的摊钱捐份，便被地方官员判处死刑，遭受虐杀；所以宣教士出於人權考慮，要求审判程序正义、禁止私下用刑和刑讯逼供、同等抗辩机会等，正如宣教士自己表白的那样：“当我们看到这些受到极不公正的污辱、由破产性的诉讼而贫穷化或为了获得和平而被迫背道的新基督徒时，那是多么令人悲痛欲绝啊！”然而，虽然新教在实际操作中一直都很克制，常常将那些混入教会以求庇护的不法之徒驱除出去，但天主教会在后期越来越以提供保护为由而吸引人入會。当某些基督徒与当地民眾发生冲突时，地方政府因為懼於天主教宣教士的治外法權，未能公平处理。凡此種種，都造成清朝官員和普通百姓極其仇視西人和中國基督徒。

### 宗教习俗的争端
由于信仰的改变，基督徒不再参与迷信的公共活动，拒绝参与传统的祭祖仪式，引来了颇多争议。在干旱少雨年份，百姓往往集合起来，一起向龙王或老天爷祈求降雨，但基督徒拒绝参与，因此受到其他村民的排斥。基督徒出於信仰原因拒絕繳納迎神賽會的份錢，所以招致鄉民的仇恨，而鄉民又將之歸咎於西人和教會。總之，教會、中國基督徒，洋人、洋貨，成為了仇視的對象。

### 恐外心態
绝大多数农村人从未见过西方人，他们对于西方人的观点，来源于一些煽动性的布告、恶意诽谤的小册子、谣言中的荒谬故事。当西方传教士冒险进入内地时，他们的奇特外观更加强化了百姓的恐惧心理。

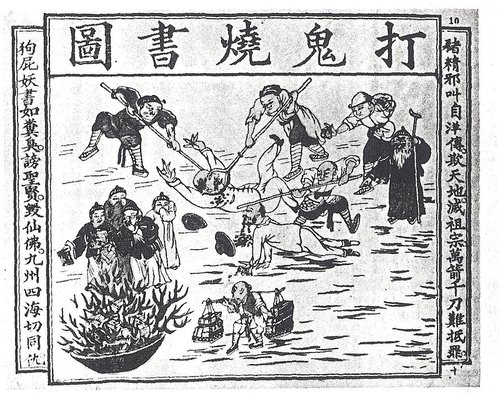
《打鬼燒書圖》表達了對「豬」、「叫」（主、教的諧音，即洋邪教）和妖書的切齒痛恨，巴不得將它們燒滅殺盡。

### 守舊勢力煽動
正如铁路、轮船等西方科技被顽固派势力视为"奇技淫巧"而横加排斥一样，教会引入的新思想、新做法，也让守旧势力极为恼怒和仇视。教會除了宣教之外也興辦現代醫學、學校、允许女孩上学、提倡妇女平等地位、提倡破除陋習（如纏足和納妾）、傳播新思想（如宪政、民主，自由），带来了中国专制文化没有的理念，冲击了专制体制的“统一思想”，因此不为专制制度所容，而首先是不为官员所容。于是，官员和地方士绅为了排斥教会带来的必将影响他们地位的新思想、新做法，就动用自己的行政资源和对舆论的控制力，屡屡煽动无知百姓仇恨教会和基督徒。

### 天灾及迷信思想
清末天灾频仍，在山东、直隶（今河北）等地，洪灾、旱灾、蝗灾肆虐。百姓迷信思想极重，往往迁怒基督徒。1898年，黄河发大水；但1898年洪灾之后，1899年、1900年山东、河北又连遭大旱；同时，山东又遭虫灾。迷信的百姓遂迁怒基督徒和教会，以为是他们得罪了老天爷，义和团的反教揭帖说“天无雨、地焦干、全是教堂止住天”。《天津政俗沿革记》中记载：“光绪二十六年(1900年)正月，山东义和拳其术流入天津，初犹不敢滋事，惟习拳者日众。二月，无雨，谣言益多，痛诋洋人，仇杀基督徒之语日有所闻。习拳者益众。三月，仍无雨，瘟气流行。拳匪趁势造言，云：‘扫平洋人，自然得雨’。四月，仍无雨。各处拳匪渐有立坛者”。当时某个宣教士也说：“雨水对我们来说意味着安全，正是由于久旱无雨，他们才在这里闹事，并不是因为义和团……他们本来都是安分守己的人，但他们现在被饥饿折磨得绝望了。”

### 謠言
當時社會特别是地方士绅炮制許多詆譭西方人的謠言，如說洋人醫院挖小孩眼睛製迷藥、神父用特制器具吸男童陽精等等，而一般中國百姓一向迷信這類傳言，從而人人自危，對西方人包括中國基督徒恨之入骨。

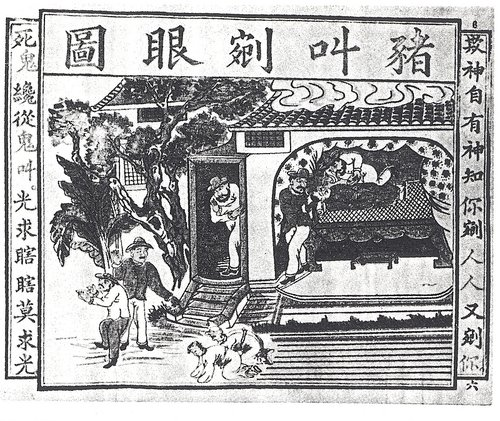
描繪神父挖眼製藥。

该教有吸取童精者，迷骗十岁以外童男，以濂水滴诸顶门，或作膏药，贴诸眉额，其童之精，即从下部流出，彼则如吮乳然，尽情取之，彼童瘦软数日而死；又或以药贴足心，以针破泥丸处（气朦子），脑浆并通身骨髓，自顶涌出，伊收取入瓶，余则舐而食之，彼童即死。采妇人之精血，利己损人；饵药采精，以儿童为蝼蚁；剖心剜目，以遗体为牛羊 。 
从教者将死之时，必有同教数人来，屏去其家之亲属，伊等在内念经求救；其实趁其人尚存气息，即剜其目，剖去其心，为彼国造伪银之药，然后以布束尸，听家人殡殓。 
伊传教人伪为无邪，正襟危坐，妇女皆跪前罗拜之；彼授以丸药，名曰仙丹，实媚药也；服之，欲火内煎，即不能禁，自就之；而伊与淫，名曰比脐运气；伊原习房术善战，而妇女亦贪恋而甘悦之，故被采战者视本夫如粪土。 
童子割肾，妇女切乳，剜眼取胎，婴孩同煮。莫吃迷药，吃则中蛊。有敢拜猪，齐团惩处。
凡入教之人，新婚除夕，令男子避去，神父宿于新妇房中，为之赦罪。

## 著名教案
- 南京教案 （明朝萬曆年間）
- 钦天监教案
- 青浦教案
- 定海教案
- 廣西西林教案
- 贵阳教案
- 扬州教案
- 安庆教案
- 天津教案
- 芜湖教案
- 成都教案
- 古田教案
- 曹州教案
- 沙市教案
- 1900年4月保定教案
- 太原教案
- 1900年义和团运动
- 1900年衢州教案
- 1911年西安南关教案
- 1914年老河口教案
- 1637年日本島原之亂

## 當代摩擦
像清末那樣的教案已經不復存在，但因信仰而引發的摩擦還是有的；在農村，基督徒因拒交廟會的丁錢而常常遭到村民的怨恨和村官的“特別關照”。基督徒在当代社会仍然被中共当局看做“异类”，受到当局的猜忌，那些拒绝参加政府设立的三自教会的基督徒和教会（即地下教会）有时还会受到当局的冲击和打压，分析認為，中國本質上仍然排教，對於宗教本身雖然排斥已經緩和許多，但對於外部政治、文化方面的影響仍然小心翼翼，而試圖同化的行為亦構成侵犯信仰自由。每逢圣诞节，教堂门口都有公安把守，从2016年开始，每逢圣诞前在中国的网上都流行着八国联军发明圣诞节的谣言，虽然被澄清了是谣言，但每年的圣诞节前，该谣言都会在微信广泛转发，在中国网上一再出现。

### 引用
1. ↑  中央统战部网：对独立自主自办宗教事业的支持 的存檔，存档日期2008-10-10.
2. ↑   中国第一历史档案馆、福建师范大学合编，『清末教案』第四册，中华书局，2000年，241页
3. ↑  周锡瑞:《义和团运动的起源》
4. ↑  狄德满：《华北的暴力和恐慌：義和團運動前夕基督教傳播和社會衝突》，江苏人民出版社，2011年
5. ↑  从山东近代灾害的发生看对经济和社会的影响 .   [2014-02-19]. （原始内容存档于2014-02-19）.
6. 1 2 3  金满楼：《1900，北京的春天有点乱》
7. ↑  蘇萍:《謠言與近代教案》，上海遠東出版社
8. ↑  同類謠言引致社會恐慌事件屢見不鮮，如乾隆時的叫魂剪辮事件，參見孔飛力(Philip A. Kuhn)教授的著作《叫魂：1768年中國妖術大恐慌》
9. 1 2 3  《湖南合省公檄》，1861年
10. ↑  《教务档》，第五辑，页1332
11. ↑  王炳燮，《毋自欺室文集》，卷六，页6
12. ↑  . RTI 洞察中國.   [2025-04-06] （中文（臺灣））.
13. ↑  . 美國之音. 2024-01-02  [2025-04-06]. （原始内容存档于2025-03-22）.
14. ↑  . www.sohu.com.   [2025-04-29].

## 研究書目
- 狄德满 著，崔華杰 譯：《華北的暴力和恐慌：義和團運動前夕基督教傳播和社會衝突》（南京：江蘇人民出版社，2011）。
- 野口铁郎：〈论河南李雪臣教案〉。
- 孙江：〈论民间秘密结社与晚清教案的关系 （页面存档备份，存于）〉.